# Echiodon atopus
Echiodon atopus är en fiskart som beskrevs av Anderson 2005. Echiodon atopus ingår i släktet Echiodon och familjen nålfiskar. Inga underarter finns listade i Catalogue of Life.